# جون أ. غاينور
جون أ. غاينور هو قاضي وسياسي أمريكي، ولد في 1 أكتوبر 1846، وتوفي في 12 مايو 1915. انتخب عضو جمعية ولاية ويسكونسن ‏.